# Kostel Nejsvětějšího srdce Páně (Oslnovice)
Kostel Nejsvětějšího srdce Páně (případně také kaple Nejsvětějšího srdce Ježíšova) se nachází na východním okraji obce Oslnovice u hřbitova. Kostel je filiálním kostelem římskokatolické farnosti Bítov. Jde o novodobou válečnou kapli, která byla do obce přesunuta z Brna a následně znovu postavena.

## Historie
Secesní kaple s dřevěným stropem byla původně kryta šindelem a byla postavena v roce 1915 (nebo v roce 1914) v Brně v Králově Poli jako součást kasáren na dnešní Domažlické ulici jako vojenský kostelík, avšak veřejnosti přístupný. Stavbu navrhl Vladimír Fischer, na výzdobě se podílel Jano Köhler. Kaple, odsvěcená již po obsazení kasáren Wehrmachtem, po roce 1948 považovaná za nepotřebnou, avšak zapsaná v registru kulturních památek, byla navržena k přesunu, který byl schválen do obce Oslnovice. ONV ve Znojmě však povolení nevydal. Kaple tak v rámci vojenského areálu dál chátrala a neměla využití, leda jako skladiště. Až v roce 1968 bylo vydáno povolení k rozebrání kaple a přesunu do obce, takže v roce 1969 byla postupně přesunuta do Oslnovic. OVKSČ ve Znojmě však zamítl povolení k její opětovné stavbě. Až v devadesátých letech 20. století po změně poměrů v okresním zastupitelstvu a znovuustavení Spolku pro výstavbu kostela získala obec stavební povolení a kostel byl znovu sestaven mezi lety 1993 a 1996. Vysvěcen pak byl Ludvíkem Horkým 25. května 1996.